# Circondario di Siracusa
Il circondario di Siracusa era uno dei circondari in cui era suddivisa l'omonima provincia.

## Storia
Con l'Unità d'Italia (1861) la suddivisione in province e circondari stabilita dal Decreto Rattazzi fu estesa all'intera Penisola.
Il circondario di Siracusa fu abolito, come tutti i circondari italiani, nel 1927, nell'ambito della riorganizzazione della struttura statale voluta dal regime fascista.

## Suddivisione
Nel 1863, la composizione del circondario era la seguente:
1. Mandamento I di Agosta
  - Agosta
2. Mandamento II di Floridia
  - Bagni Canicattini, Floridia, Solarino
3. Mandamento III di Francofonte
  - Francofonte
4. Mandamento IV di Lentini
  - Carlentini, Lentini
5. Mandamento V di Melilli
  - Melilli
6. Mandamento VI di Siracusa
  - Siracusa
7. Mandamento VII di Sortino
  - Sortino